# Draba pusilla
Draba pusilla là một loài thực vật có hoa trong họ Cải. Loài này được F.Phil. ex Phil. mô tả khoa học đầu tiên năm 1893.